# Blas de Lezo

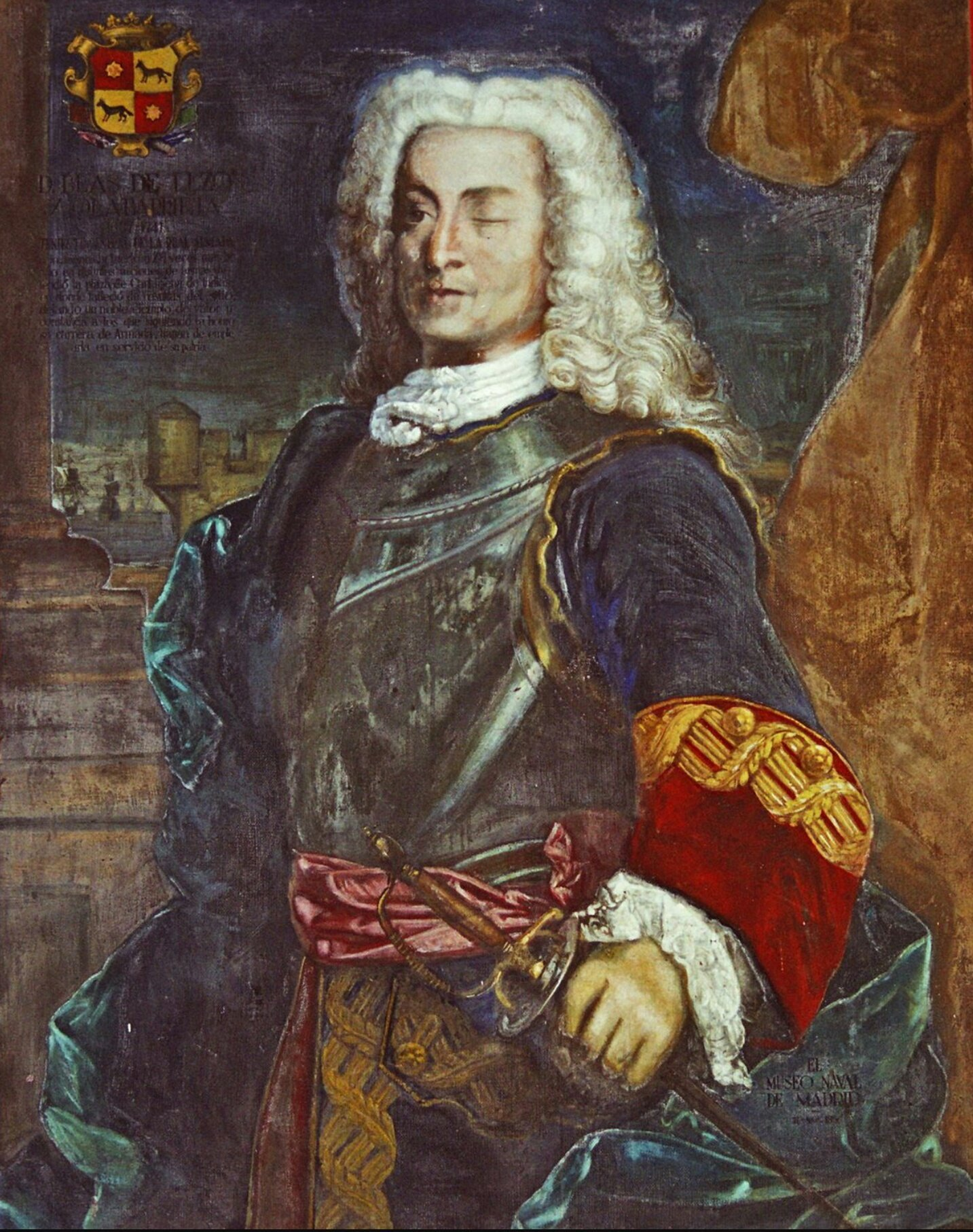
Blas de Lezo

Blas de Lezo y Olavarrieta (* 3. Februar 1689 in Pasaia, Gipuzkoa, Spanien; † 7. September 1741 in Cartagena, Kolumbien) war ein spanischer Offizier, der unter anderem erfolgreich im Spanischen Erbfolgekrieg kämpfte. Aufgrund seiner zahlreichen Verwundungen war er zu Lebzeiten als Patapalo (Holzbein) und später als Mediohombre (Halber Mann) bekannt. Seinen wahrscheinlich größten Erfolg erzielte er 1741 bei der Verteidigung der damals spanischen Stadt Cartagena im heutigen Kolumbien gegen die Briten.

## Leben
Der 1689 geborene de Lezo begann seine Militärlaufbahn 1701 als Seekadett in der französischen Marine. 1704 focht er in der Schlacht bei Vélez-Málaga, in der es einer kombinierten französisch-spanischen Flotte gelang, eine aus niederländischen und englischen Schiffen bestehende Flotte zurückzuschlagen. In dieser Schlacht verlor de Lezo sein linkes Bein. Nach seiner Beförderung zum Fähnrich war de Lezo in der Folge an den Schlachten bei Peñíscola und bei Palermo beteiligt. Aufgrund seiner Verdienste in diesen Auseinandersetzungen wurde er zum Leutnant zur See befördert. 1707 verlor er bei der Verteidigung Toulons sein linkes Auge. Später zeichnete er sich als Kommandeur diverser Konvois aus, als es ihm gelang, die vor der katalanischen Küste liegenden britischen Schiffe durch kluge Manöver zu täuschen. Ab 1711 diente er in der spanischen Flotte unter dem Kommando von Andrés Pez. 1713 wurde er zum Kapitän befördert. Im Folgejahr verlor er während der Belagerung von Barcelona seinen rechten Arm. Wenig später brachte er als Kapitän einer spanischen Fregatte elf britische Schiffe auf, unter ihnen die Stanhope.
Gegen Ende des spanischen Erbfolgekrieges wurde de Lezo mit dem Kommando des spanischen Flaggschiffs Lanfranco betraut. Am 16. Februar 1723 erhielt er das Kommando über die spanische Südseeflotte (Armada del Mar del Sur). Mit den ihm überlassenen Schiffen bekämpfte er erfolgreich die britischen und niederländischen Piraten, die entlang der Pazifikküste Amerikas operierten. Bei diesen Kämpfen brachte er insgesamt zwölf Schiffe auf. Während dieser Zeit heiratete er 1725 in Peru.
1730 kehrte de Lezo nach Spanien zurück und wurde zum Oberbefehlshaber der spanischen Mittelmeerflotte ernannt. Sein erster Einsatz in dieser Eigenschaft war ein Feldzug gegen die Republik Genua, dessen Ziel es war, zwölf Millionen Pesos einzutreiben, die eine genuesische Bank den Spaniern schuldete. Dort angekommen verlieh de Lezo seinen Forderungen Nachdruck, indem er die Bombardierung der Stadt androhte.

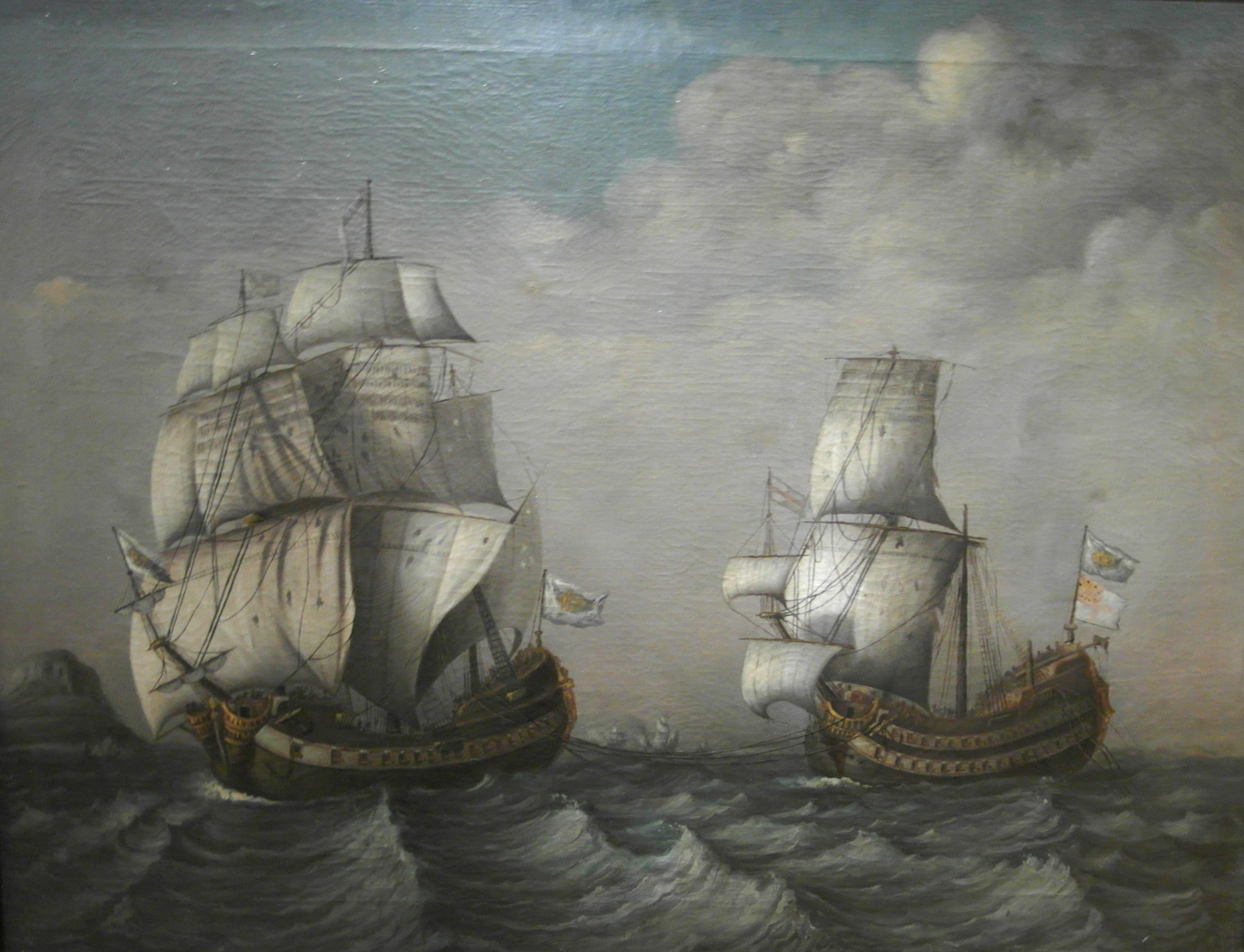
Blas de Lezos Fregatte mit ihrer Prise, dem britischen Schiff Stanhope im Schlepptau.

Im Jahre 1732 kommandierte de Lezo an Bord der Santiago zusammen mit José Carrillo de Albornoz, Herzog von Montemar eine Expedition gegen Oran. Der mit 54 Schiffen und 30.000 Männern ausgestatteten Streitmacht gelang die Rückeroberung der Stadt vom Osmanischen Reich. Dem gegnerischen Kommandanten Bey Ali I. al-Husain gelang es jedoch, seine Truppen wieder zu sammeln, die anschließend zur Belagerung Orans übergingen. De Lezo eilte der belagerten Stadt mit sechs Schiffen und 5000 Man zur Hilfe und zerstreute die osmanische Streitmacht, die hauptsächlich aus Berberpiraten bestand, nach hartem Kampf. Danach begab sich de Lezo mit seinem Flaggschiff, das mit 60 Kanonen ausgestattet war, zum Hauptstützpunkt der Berberpiraten in der Bucht von Mostegan und beschädigte die von zwei Forts und 4000 Mann verteidigte Bastion schwer, wobei die Verteidiger schwere Verluste erlitten. In den Folgemonaten richtete de Lezo eine Seeblockade ein, mit der osmanische Verstärkungen aus Algerien ferngehalten werden konnten. Auf diese Weise wurde wertvolle Zeit gewonnen, um die Verteidigungsstellungen Orans auszubauen. Aufgrund des Ausbruchs einer Seuche musste sich de Lezo jedoch schließlich nach Cádiz zurückziehen.
1734 wurde de Lezo vom spanischen König zum Generalleutnant der Flotte ernannt. 1737 kehrte er mit den Schiffen Fuerte und Conquistador nach Amerika zurück, wo er den Posten des Generalkommandeurs von Cartagena übernahm. Diese Stadt musste de Lezo 1741 während des War of Jenkins’ Ear in der Schlacht von Cartagena de Indias gegen den britischen Admiral Edward Vernon verteidigen.
Die von Edward Vernon befehligte britische Invasionsflotte bestand aus 186 Schiffen (über 60 Schiffe mehr als die Spanische Armada von 1588), unter ihnen Linienschiffe, Fregatten, Brander und Transporter sowie 23.600 Mann und 2.000 Kanonen. Zur Verteidigung Cartagenas standen de Lezo auf der Gegenseite nur 3000 reguläre Soldaten, 600 indianische Bogenschützen sowie die Truppen und Mannschaften von sechs Linienschiffen zur Verfügung. Trotz der zahlenmäßigen Unterlegenheit konnte sich de Lezo jedoch auf die starken Befestigungen Cartagenas, die er vorsichtshalber noch einmal verstärkt hatte, verlassen. Hinzu kam seine Erfahrung aus 22 Schlachten. Die Schlacht von Cartagena dauerte 67 Tage und endete mit einer Niederlage der Briten, denen es nicht gelang, die Spanier aus der Stadt zu vertreiben. Das Scheitern der britischen Invasion sicherte den Fortbestand der spanischen Herrschaft in großen Teilen Amerikas. 
De Lezo erkrankte kurz nach den Kämpfen an der Pest und starb am 7. September 1741 in Cartagena.